# 曙光號
- 關於日本金星探测器，請見「破曉號」。
- 關於俄羅斯巡洋艦，請見「曙光號巡洋艦」。

，也稱為黎明號，是美國太空總署的無人太空探測船，於2007年9月27日發射升空，目的是探索小行星帶最大的兩顆原行星：灶神星與矮行星穀神星，是第一架環繞矮行星的探測器，也是首架在任務期間成功進入兩顆太陽系天體軌道（不含地球）的探測器。
曙光號花了四年左右的時間抵達灶神星，2012年9月5日結束灶神星的探測任務後前往穀神星。2014年12月1日曙光號开始持續傳回穀神星的高解析度影像，而後在2015年3月6日進入穀神星軌道並繞行至今。根據統計，曙光號任務自2007年執行至今已傳回6萬9000多幅影像，以及超過132GB的數據。歷經11年的航行及探測任務後，因燃料耗盡，由美國太空總署於2018年11月2日正式宣告其停止運作。但未來仍會停留於穀神星附近軌道中。

## 計畫歷程

黎明號的移動軌跡

黎明號計畫曾多次變更，美國太空總署首次在2003年12月取消該計畫，但是隨後在2004年2月恢復。該計畫在2005年10月中止，但是黎明號計畫到了2006年1月又變成延後進行，即使當時美國太空總署宣佈黎明號計畫狀況未有新的改變。美國太空總署在2006年3月2日再度取消該計畫。
黎明號製造商軌道科學公司（Orbital Sciences Corp., OSC）呼籲美國太空總署提供建造探測器的經費，為了拓展市場，該公司願意放棄獲利的機會。美國太空總署後來重審取消黎明號計畫的決定，然後在2006年3月27日宣佈執行黎明號計畫。雖然黎明號計畫原先的成本為3億7300萬美元，但是由於通貨膨胀的緣故，最終的成本總計為4億4600萬美元（2007年）。

## 設備
曙光號配置有、可見光及红外線光譜儀、伽馬射線和中子探測儀等儀器。馬克斯·普朗克太陽系研究所、德國航空太空中心、洛斯阿拉莫斯國家實驗室及義大利太空總署分別提供各種所需的儀器。

## 任務概要

### 發射準備

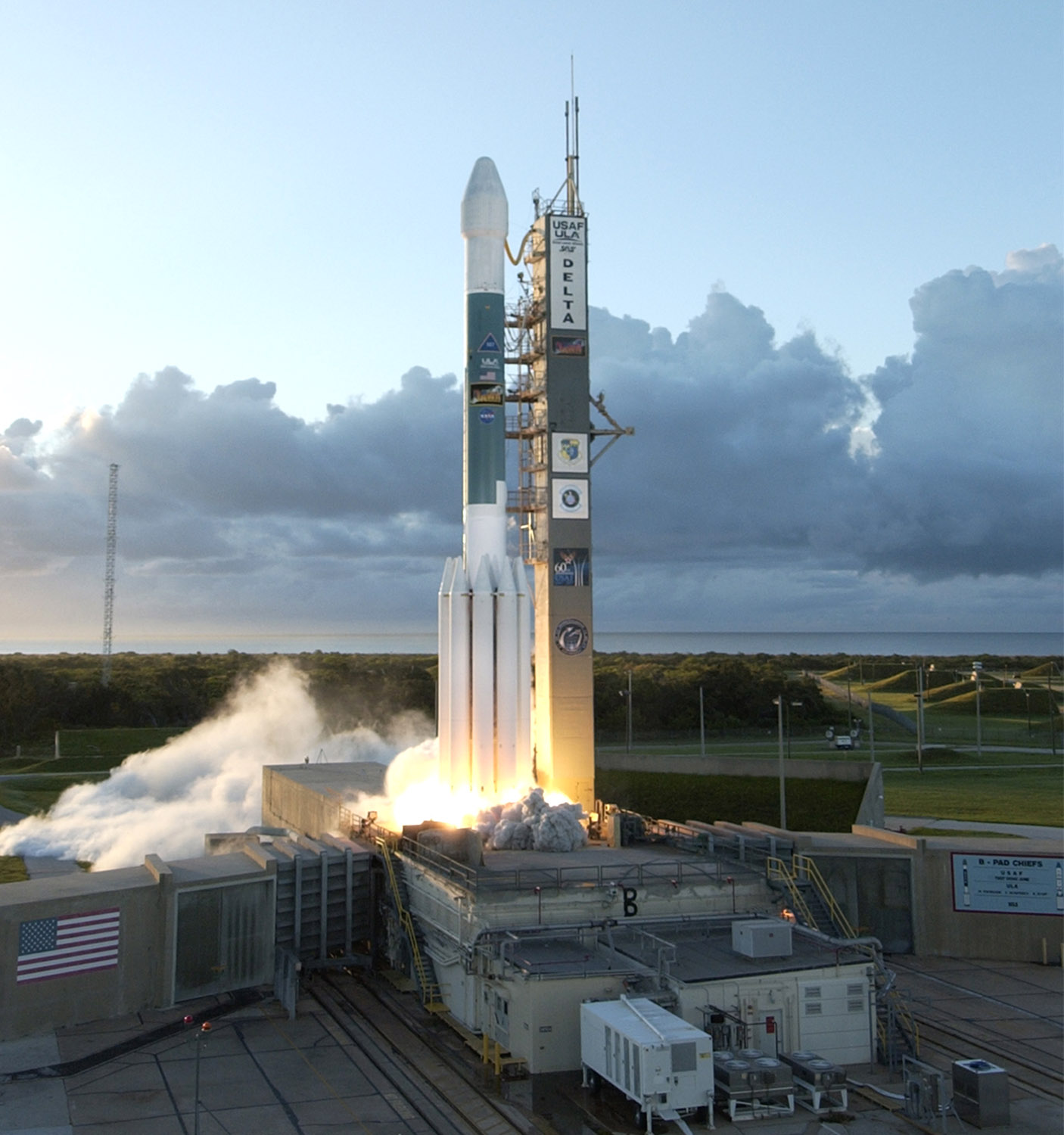
黎明號在2007年9月27日於卡納維爾角空軍基地17B號太空發射複合體由三角洲二號7925H發射昇空

黎明號在2007年9月27日於卡納維爾角空軍基地17B號太空發射複合體由三角洲二號7925H發射昇空。黎明號原先的發射時間為6月20日，但是因為許多因素干擾而延遲三個月之久。
探測器在2007年4月10日運抵位於佛罗里达州泰特斯维尔的Astrotech公司，準備發射升空。黎明號原先的發射時間預計為6月20日，但是因為運輸問題延遲至6月30日。因為用來吊起固體火箭助推器的起重機發生故障，所以發射時間推延至7月7日。不過第二節火箭在6月15日已經成功安裝。發射時間後來為了避開鳳凰號的預計發射窗口，而繼續推延。鳳凰號後來在8月4日成功發射升空。

### 發射
黎明號的發射時間重新設置在2007年9月26日，然後因為天氣不佳，再度延後到隔天。9月27日發射窗口為07:20至07:49 EDT之間。黎明號最終於07:34 EDT由三角洲二號7925H順利發射升空，速度為每秒11.46公里。

### 巡航

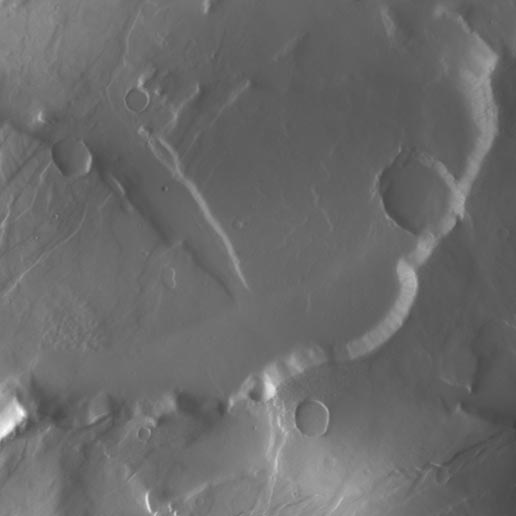
黎明號在2009年2月通過火星時所拍攝的照片，目標為坦佩高地

黎明號升空之後，離子推力器開始運作，於2007年12月17日開始進入巡航階段。黎明號在2008年10月31日完成首次噴射，讓探測器前往火星，目的是在2009年2月依賴火星的重力助推前往小行星帶。
黎明號在2009年2月17日以549公里近距離通過火星附近，順利完成重力助推。探測器在同一天進入安全模式，導致部份資料流失。黎明號在兩天之後解除安全模式，不過對於後續計劃沒有影響。這次事件的根本原因為軟體程式錯誤所造成的。

### 灶神星探測

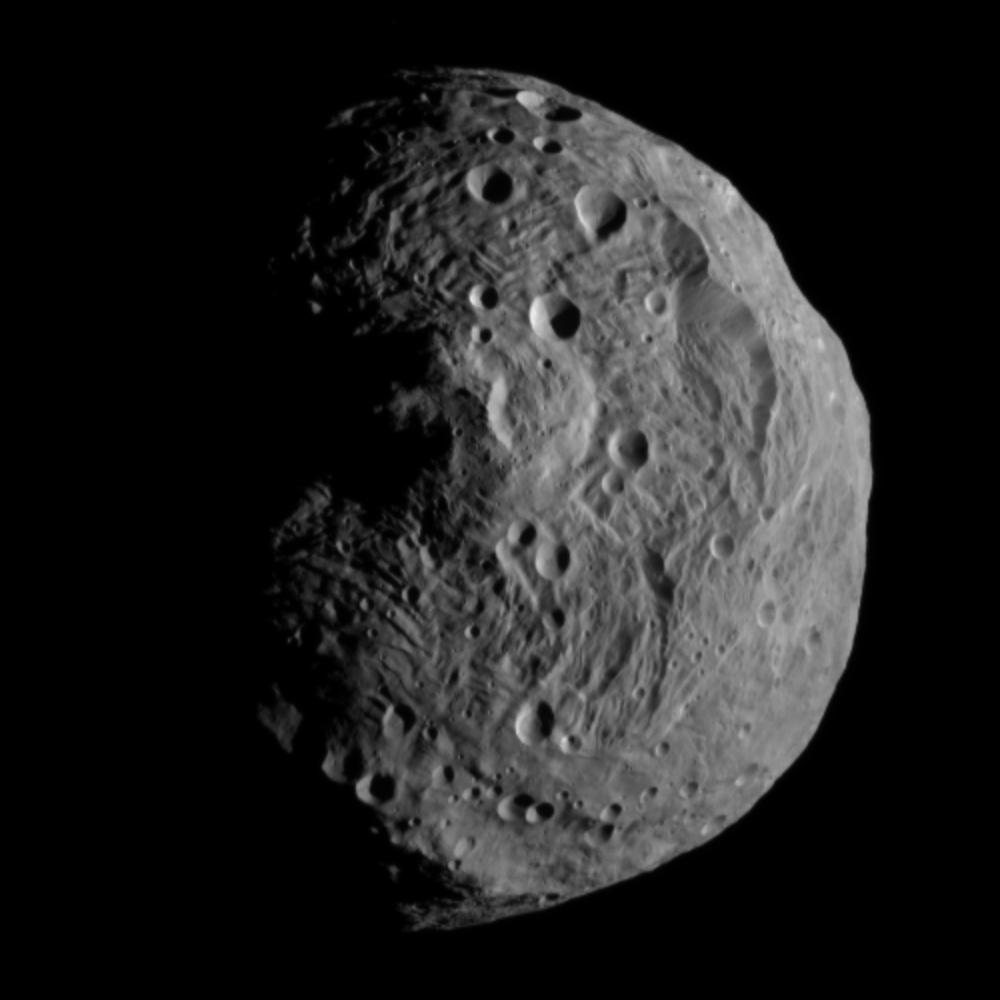
黎明號在2011年7月17日所拍攝的灶神星

2011年5月3日，黎明號在距離灶神星1.21百萬公里時拍攝了第一張照片，當中灶神星只有約5像素寬。黎明號進入接近灶神星的探測階段，並於6月12日開始減速，準備在34天後進入環灶神星軌道。
2011年6月1日，黎明號距離灶神星48.3萬公里時，為了導航需要拍攝了20張連續照片，解析度已接近哈伯太空望遠鏡拍攝的灶神星照片。黎明號在抵達灶神星之前開始減速，每週發布更多照片。
美國太空總署證實黎明號在2011年7月16日進入環灶神星軌道，成為首個環繞小行星帶小行星的探測器。黎明號確切入軌時間尚不清楚，這是由於當時天文學家只能估計灶神星質量與重力場，無法準確得知其數據。后来黎明號已進入軌道，便能反過來計算灶神星的質量與重力場。黎明號在7月17日06:30 UTC重新檢測搭載的設備儀器。
黎明號在9月27日進入距離灶神星680公里的公轉軌道，環繞一周的時間為12.3小時。黎明號後來在12月8日進入另一個公轉軌道，距離灶神星只有210公里，環繞一周的時間為4.3小時。美國太空總署在2012年5月首度公開黎明號獲得的灶神星初步數據，估計灶神星的金屬核心直徑為220公里。美國太空總署科學家進一步將灶神星視為獨一無二的一種小行星，認為它是與岩石行星同時形成的大型小行星殘存。

### 穀神星探測
曙光號在2012年8月26日離開灶神星公轉軌道，繼續前往穀神星。該探測器於2015年抵達穀神星，比新視野號抵達冥王星還要早五個月，所以曙光號成為了首個近距離探測矮行星的探測器。
2015年1月26日之後，從曙光號拍攝的谷神星圖像超過哈伯太空望遠鏡的分辨率，；而由新視野號拍攝冥王星圖像在2015年5月15日超過了哈伯太空望遠鏡的分辨率。

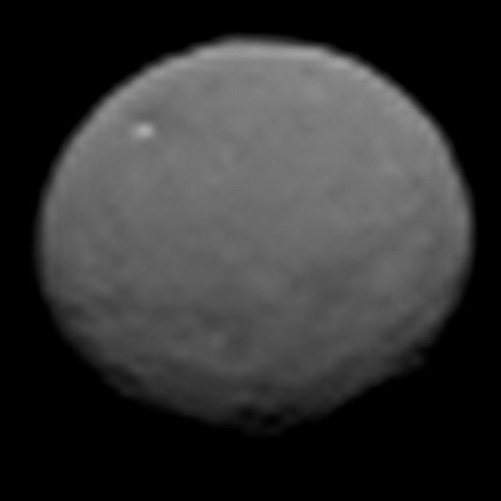
从 147,000 英里 (237,000 公里)处，於2015年1月25日.
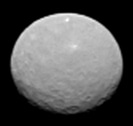
从 90,000 英里 (145,000 公里)处，於2015年2月4日.
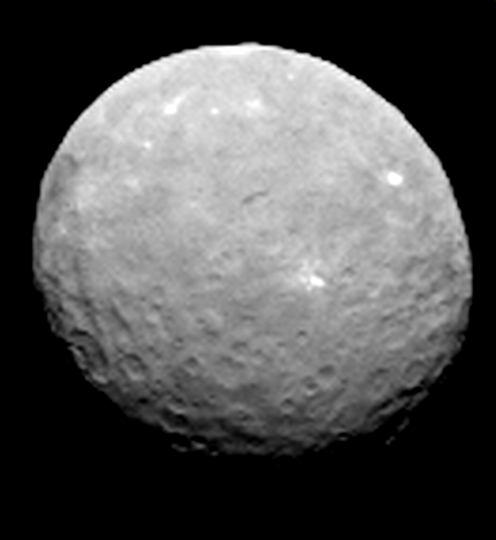
从 52,000 英里 (83,000 公里) 处，於2015年2月12日.
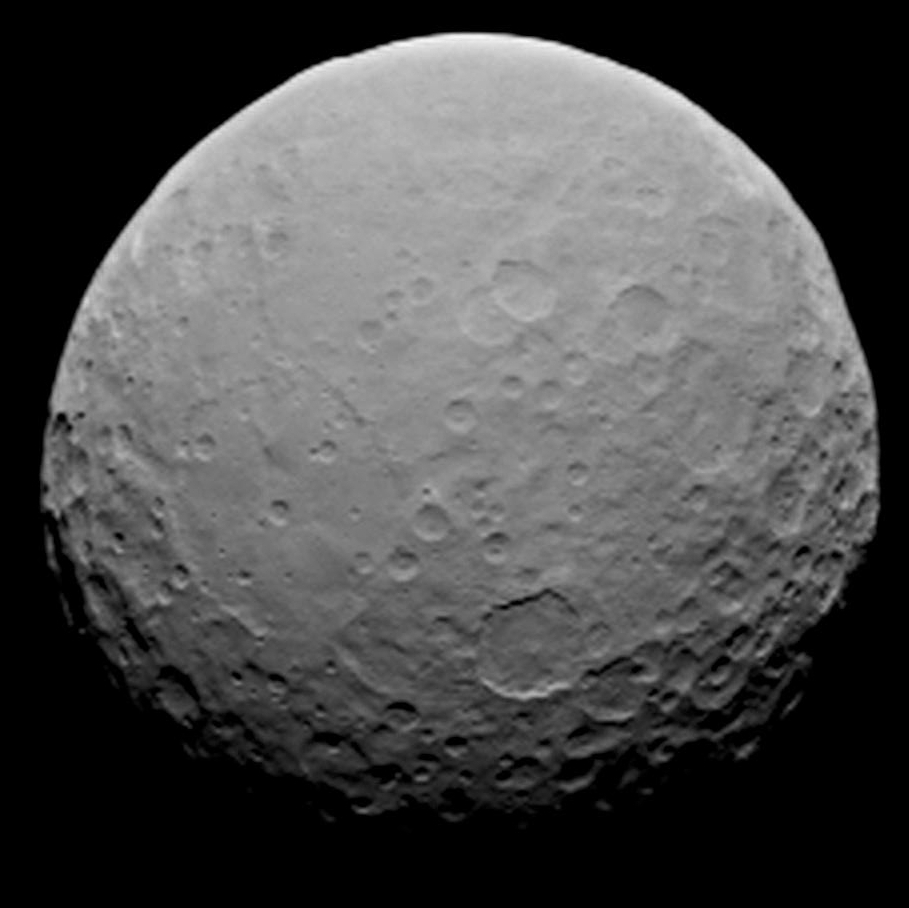
从 29,000 英里 (46,000 公里)处，於2015年2月19日.

## 外部連結
- Dawn mission home page （页面存档备份，存于） at JPL
- Dawn mission home page （页面存档备份，存于） at NASA